# Coccomyces annulatus
Coccomyces annulatus är en svampart som beskrevs av Sherwood 1980. Coccomyces annulatus ingår i släktet Coccomyces och familjen Rhytismataceae.   Inga underarter finns listade i Catalogue of Life.